# Certains l'aiment chauve (film)
Pour les articles homonymes, voir Certains l'aiment chauve.
Pour plus de détails, voir Fiche technique et Distribution.
Certains l'aiment chauve est un film français réalisé par Camille Delamarre et sorti en 2025.

## Synopsis
Zacharie, âgé de trente ans, vit une histoire d'amour avec Romy. Cette dernière choisit de le quitter précipitamment lorsqu'elle apprend que son compagnon, atteint d'une calvitie précoce, va devenir chauve dans six mois. Il fait alors appel à son oncle Joseph qui a fait face à ce même problème héréditaire dans le passé. À travers d'improbables rencontres, de traitements chocs et de stratégies fumeuses, Zacharie va devoir se démener contre sa destinée,.

## Fiche technique
- Réalisation : Camille Delamarre
- Scénario : Antonin Fourlon
- Musique : Alexandre Azaria
- Décors : Vanessa Meugnot
- Costumes : Natalie Van Der Meulen
- Sociétés de production : Curiosa Films, Estello Films
- Société de distribution : UGC Distribution
- Budget : 10 millions d'euros
- Pays de production :  France
- Genre : Comédie
- Durée : 82 minutes
- Date de sortie : 
  - France : 16 juillet 2025[3]

## Distribution
- Kev Adams : Zacharie
- Michaël Youn : Joseph, l’oncle de Zacharie
- Rayane Bensetti : Bastien, frère de Zacharie
- Chantal Ladesou : Docteur Miele
- Faustine Koziel : Lison
- Clara Joly : Romy
- Sophie Mounicot : Myriam, la mère de Zacharie
- Albert Goldberg : Patrick, le père de Zacharie
- Jean-François Cayrey : Victor Kahuzac
- Claire Jaz : Séverine
- Delphine Wespiser : La commentatrice championne de surf